# Герб Сможа
Герб Сможа — символ села Сможе. Затверджений 14 вересня 2000 року рішенням сесії сільської ради. 
Автор проекту — А. Гречило.

## Опис
У синьому полі золотий лапчастий хрест, над ним — золота 8-променева зірка, обабіч якої золоті сиглі «С» та «Н».
Щит увінчано червоною міською короною, що вказує на село, яке давніше було містечком.

## Зміст
Сможе 1760 р. отримало привілей на міські права та дозвіл використовувати подібний герб, але з латинськими літерами «S» та «N», що мали означати назву Сможе Нижнє. Давній сюжет ліг в основу сучасного герба та прапора.